# 롤인 샤워

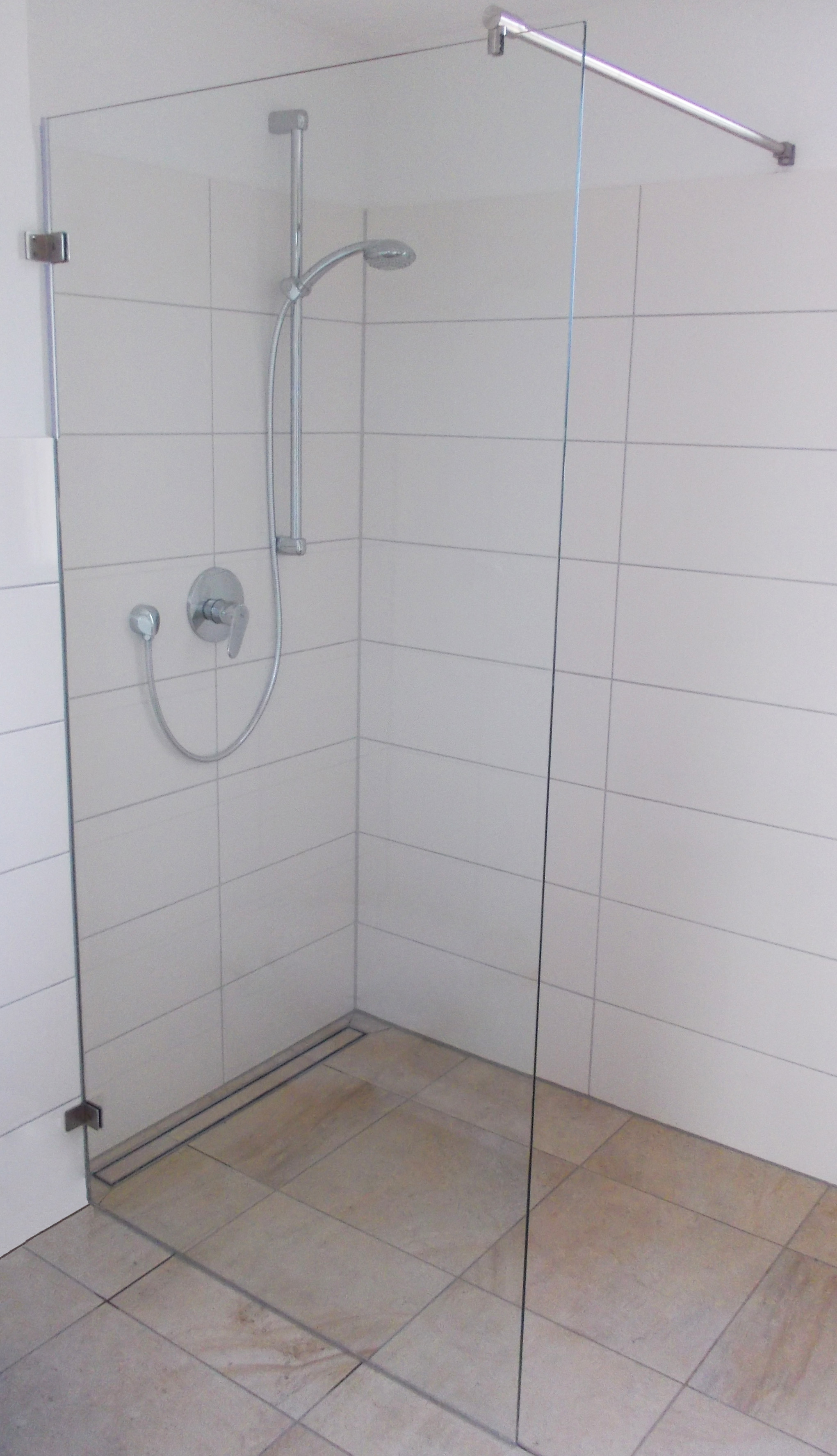

롤인 샤워(roll-in shower)는 장애인 혹은 신체 부자유자를 위한 샤워 시설. 보호자가 휠체어나, 기타 이동수단을 사용하여 장애인 혹은 신체 부자유자를 도와 샤워 시킬 수 있도록 충분한 공간을 갖는다. 욕조가 없이 욕실 바닥에서 휠체어등이 들어갈 수 있도록 턱이 없게 이어지며, 잡고 일어날 수 있는 손잡이, 악세사리등을 올려놓을 수있는 선반 등이 추가된다.